# ایستو
ایستو (به لاتین: Stø) روستایی در نروژ است که در Øksnes واقع شده‌است. ایستو ۴ متر بالاتر از سطح دریا واقع شده‌است.

طبق آمار سال ۲۰۰۱ حدود ۱۷۵ نفر در این روستا زندگی می‌کردند.